# Waldbotanischer Garten (Rehberg)
Der Waldbotanische Garten ist ein mittlerweile verwilderter Park im Einzugsgebiet des Rehberg.

## Lage
Der Park befindet sich auf der Gemarkung von Waldrohrbach.

## Geschichte
Dem Bau des Kurhauses Trifels folgte im Jahre 1913 die Einrichtung eines waldbotanischen Gartens mit seltenen Laub- und Nadelhölzern im Sattel zwischen Rehberg und Asselstein. Zudem wurden auch Spazierwege angelegt und zwei Brunnen (Laufbrunnen und Springbrunnen) errichtet. Zwei Jahrzehnte später wurde zudem zur Wasserversorgung eine Rohrleitung von der nahen Rehbergquelle her gelegt.
Der waldbotanische Garten war über Jahrzehnte hinweg der Verwilderung und dem Verfall preisgegeben, so dass von ihm nur noch wenige Überreste, Brunnenanlagen und ein großer Mammutbaum, zu sehen sind.